# Thury-sous-Clermont
Thury-sous-Clermont is een gemeente in het Franse departement Oise (regio Hauts-de-France) en telt 603 inwoners (1999). De plaats maakt deel uit van het arrondissement Clermont.

## Geografie
De oppervlakte van Thury-sous-Clermont bedraagt 5,4 km², de bevolkingsdichtheid is 111,7 inwoners per km².
De onderstaande kaart toont de ligging van Thury-sous-Clermont met de belangrijkste infrastructuur en aangrenzende gemeenten.

## Demografie
Onderstaande figuur toont het verloop van het inwonertal (bron: INSEE-tellingen).